# Erste Frauen-Basketballliga der Republika Srpska
Die Erste Frauen-Basketballliga der Republika Srpska (serbisch: Прва женска лига Републике Српске у кошарци, Prva ženska liga Republike Srpske u košarci), aus Sponsoringgründen auch als Meridianbet Prva ženska liga RS bekannt, ist ein Basketballwettbewerb für Frauen, der in der Republika Srpska stattfindet, einer Entität von Bosnien und Herzegowina.
Vor der Gründung der Meisterschaft der Republika Srpska in der Saison 1992/93 nahmen Mannschaften aus dieser Region am jugoslawischen Ligasystem teil. Erster Meister der Liga war ŽKK Mladi Krajišnik aus Banja Luka, der neun Titel in Folge gewann. In den 1990er Jahren nahm der Verein auch an der Meisterschaft der Bundesrepublik Jugoslawien teil und erreichte in der Saison 1997/98 den zweiten Platz.
Die Meisterschaft wird vom Basketballverband der Republika Srpska organisiert. In der Saison 2024/25 nehmen fünf Vereine teil.
Die Erste Frauenliga der Republika Srpska ist im Vergleich zur Basketballmeisterschaft der Frauen in Bosnien und Herzegowina ein unterklassiger Wettbewerb. In letzterer treten Mannschaften aus der gesamten Bosnien und Herzegowina an, insgesamt zwölf Vereine. Einige Mannschaften aus der Republika Srpska nehmen zudem an der WABA-Liga teil, einem internationalen Frauen-Vereinswettbewerb auf dem Balkan.

## Wettbewerbssystem
Die Meisterschaft gliedert sich in zwei Phasen:
1. Ligaphase des Turniers
Sie wird im Doppelrundensystem ausgetragen. Jedes Team bestreitet ein Heim- und ein Auswärtsspiel gegen jede andere Mannschaft.
2. Play-offs
In dieser Phase treten die vier bestplatzierten Teams der Ligaphase gegeneinander an. Der Sieger der Play-offs wird Meister der Republika Srpska und qualifiziert sich für die Meisterschaft von Bosnien und Herzegowina.

## Teams der Saison 2024–25
(Quelle: Basketball Federation of the Republik of Srpska)
| Club                  | Stadt          |
| --------------------- | -------------- |
| KK Budućnost BN       | Bijeljina      |
| OKK Igman             | Istočna Ilidža |
| KK Kostajnica         | Kostajnica     |
| KK Lider              | Gradiška       |
| ŽKK Sloboda Novi Grad | Novi Grad      |

## Meisterschaften
| Spielzeit | Meister                  |
| 1992–93   | ŽKK Mladi Krajišnik      |
| 1993–94   | ŽKK Mladi Krajišnik      |
| 1994–95   | ŽKK Mladi Krajišnik      |
| 1995–96   | ŽKK Mladi Krajišnik      |
| 1996–97   | ŽKK Mladi Krajišnik      |
| 1997–98   | ŽKK Mladi Krajišnik      |
| 1998–99   | ŽKK Mladi Krajišnik      |
| 1999–00   | ŽKK Mladi Krajišnik      |
| 2000–01   | ŽKK Mladi Krajišnik      |
| …         |                          |
| 2008–09   | ŽKK Igman Istočna Ilidža |
| …         |                          |
| 2014–15   | ŽKK Igokea               |
| 2015–16   | ŽKK Kozara               |
| 2016–17   | ŽKK Kozara               |
| 2017–18   | ŽKK Trebinje 03          |
| 2018–19   | ŽKK Orlovi 2             |
| 2019–20   | ŽKK Feniks               |
| 2020–21   | ŽKK Lavovi               |
| 2021–22   | ŽKK Kozara               |
| 2022–23   | ŽKK Igman Istočna Ilidža |
| 2023–24   | ŽKK Feniks               |
| 2024–25   | ŽKK Igman Istočna Ilidža |